# Ramphotyphlops suluensis
Espèce
Synonymes
- Typhlops suluensis Taylor, 1918

Statut de conservation UICN

 EN B1ab(iii) : En danger
Ramphotyphlops suluensis est une espèce de serpents de la famille des Typhlopidae. 

## Répartition
Cette espèce est endémique de l'archipel de Sulu aux Philippines.

## Description
L'holotype de Ramphotyphlops suluensis mesure 340 mm dont 13 mm pour la queue et dont le diamètre au milieu du corps est de 7,4 mm. La largeur de sa tête est de 5,5 mm. Cette espèce a une coloration générale gris terne sombre.

## Étymologie
Son nom d'espèce, composé de sulu et du suffixe latin -ensis, « qui vit dans, qui habite », lui a été donné en référence au lieu de sa découverte.

## Publication originale
- Taylor, 1918 : Reptiles of the Sulu Archipelago. Philippine journal of science, vol. 13, p. 233-267 (texte intégral).